# Diecezja Laval
Diecezja Laval – diecezja Kościoła rzymskokatolickiego w północno-zachodniej Francji. Została erygowana 30 czerwca 1855 roku. W 2002, w ramach reorganizacji Kościoła francuskiego, została przeniesiona z metropolii Tours do metropolii Rennes.